# 泰普利察
45°58′53″N 29°21′22″E / 45.98139°N 29.35611°E
泰普利察（烏克蘭語：Теплиця）是位於烏克蘭西南部的村莊，由敖德萨州博爾赫拉德區的泰普利察市鎮負責管轄，並為該市鎮的行政中心。該村始建於1817年，面積2.83平方公里，海拔高度28米，2001年人口1,672，人口密度每平方公里590.81人。